# Copa del Rey de fútbol sala 2023-24
La Copa del Rey de fútbol sala 2023-24 es la decimocuarta edición de la Copa del Rey de fútbol sala en España. Comenzó el 6 de septiembre de 2023 y acabó el 19 de mayo de 2024 con el Real Betis como campeón. La Copa cuenta con la participación de 80 equipos entre Primera División, Segunda División, Segunda División "B" y Tercera División.

## Primera Ronda
6, 8 , 9 y 10 de septiembre de 2023
| Local                     | Resultado    | Visitante               |
| ------------------------- | ------------ | ----------------------- |
| CD Paniza FS              | 1-4          | Pinseque AD             |
| Navalmoral FS             | 2-6          | Cáceres Universidad     |
| Pazos De Borben FS        | 10-1         | San Cucao FS            |
| Cintrúenigo FS            | 2-3          | Lauburu Ke Ibarra       |
| Juventud Los Pinos        | 3-7          | Doctoral Ludeservicios  |
| Trican Lanzarote FS       | 3-4          | Aguas de Teror          |
| CD La Folia FS            | 0-6          | Deporcyl Guardo         |
| Intersala Zamora          | 2-3          | Unionistas de Salamanca |
| CD Deporte y Ocio         | 2-4          | Social Energy Alcalá FS |
| Olimpic Floresta FS       | 3-6          | Natacio Sabadell        |
| CFS Horadada              | 2-4          | Telecanal 2 Blanca FS   |
| Obispo Perelló            | 3-10         | FS Vivocuenca           |
| Ibiza FS                  | 1-6          | Cerdanyola Valles       |
| Rioja Sala                | 1-7          | Otxartabe fs            |
| FS El Alamo               | 2-1          | Albense FS              |
| Malacitano Futsal         | 5-5 (4-5 p.) | Bujalance FS            |
| Colegio El Pilar Valencia | 4-3          | CD Albacete FS          |
| Salou FS                  | 1-3          | Club Manresa FS         |
| CD Puerto Ceuta On365     | 3-1          | Boomerang SD            |
| Antiguoko Ke              | 5-2          | Zierbena CDF            |

## Segunda Ronda
26 y 27 de septiembre de 2023
| Local                     | Resultado    | Visitante               |
| ------------------------- | ------------ | ----------------------- |
| CD Puerto Ceuta On36      | 0-3          | Social Energy Alcalá FS |
| Pazos De Borben FS        | 2-8          | CD Lugo Sala            |
| FS Vivocuenca             | 4-4 (4-2 p.) | Ciudad de Móstoles      |
| Pinseque AD               | 3-3 (8-7 p.) | Otxartabe CD            |
| Antiguoko Ke              | 3-4          | Lauburu Ke Ibarra       |
| Telecanal 2 Blanca FS     | 2-1          | Bujalance FS            |
| Colegio El Pilar Valencia | 3-5          | Natacio Sabadell        |
| FS El Álamo               | 3-6          | Rivas Futsal            |
| Cerdanyola Valles         | 4-4 (4-2 p.) | Club Manresa FS         |
| Gran Canaria              | 7-6          | CD El Valle             |
| Atletico Benavente FS     | 3-4          | Deporcyl Guardo         |
| Unionistas de Salamanca   | 8-1          | Cáceres Universidad     |
| CD Salesianos Tenerife    | 6-5          | Tenerife Iberia Toscal  |
| Aguas de Teror            | 1-3          | Doctoral Ludeservicios  |

## Trentaidosavos de final
17 y 18 de octubre de 2023
| Local                   | Resultado    | Visitante             |
| ----------------------- | ------------ | --------------------- |
| Pinseque AD             | 5-6          | Full Energía Zaragoza |
| Rivas Futsal            | 5-1          | Levante UD FS         |
| Social Energy Alcalá    | 2-2 (1-3 p.) | Unión África Ceutí    |
| CD Salesianos Tenerife  | 2-5          | O Parrulo Ferrol      |
| Natació Sabadell        | 1-4          | Sala 5 Martorell      |
| Doctoral Ludeservicios  | 3-5          | Ibiza Gasifred        |
| CD Lugo Sala            | 2-7          | Burela FS             |
| Cerdanyola Valles       | 5-1          | Bisontes Castellón FS |
| Telecanal 2 Blanca      | 2-5          | Inagroup El Ejido     |
| FS Vivocuenca           | 2-3          | Atlético Mengibar FS  |
| Deporcyl Guardo         | 3-3 (2-4 p.) | CD Leganés FS         |
| Unionistas de Salamanca | 4-5          | Melistar Futsal       |
| Gran Canaria            | 3-4          | CD UMA Antequera      |
| Lauburu Ke Ibarra       | 3-3 (4-3 p.) | Sala 10 Zaragoza      |

## Dieciseisavos de final
21 y 22 de noviembre de 2023
| Local                 | Resultado    | Visitante                  |
| --------------------- | ------------ | -------------------------- |
| Union Africa Ceuti    | 4-4 (4-5 p.) | Peñiscola FS               |
| Lauburu Ke Ibarra     | 2-4          | Osasuna Magna Xota         |
| CD UMA Antequera      | 2-3          | Viña Albali Valdepeñas     |
| CD Leganés FS         | 4-5          | Jaén FS                    |
| Rivas Futsal          | 2-5          | ElPozo Murcia Costa Cálida |
| Burela FS             | 1-2          | Ribera Navarra FS          |
| O Parrulo Ferrol      | 2-5          | Industrias Santa Coloma    |
| Melistar Futsal       | 2-5          | Real Betis Futsal          |
| Atletico Mengibar FS  | 3-1          | Noia Portus Apostoli       |
| Ibiza Gasifred        | 2-10         | Inter FS                   |
| Sala 5 Martorell      | 1-2          | Manzanares FS              |
| Cerdanyola Valles     | 4-5          | Alzira FS                  |
| Full Energia Zaragoza | 2-6          | Jimbee Cartagena           |
| Inagroup El Ejido     | 3-6          | Córdoba Patrimonio         |

## Octavos de final
16 y 17 de enero de 2024
| Local                   | Resultado | Visitante                  |
| ----------------------- | --------- | -------------------------- |
| Córdoba Patrimonio      | 2-3       | Manzanares FS              |
| Atletico Mengibar FS    | 0-2       | Osasuna Magna Xota         |
| Industrias Santa Coloma | 2-3       | Palma Futsal               |
| Jimbee Cartagena        | 5-0       | ElPozo Murcia Costa Cálida |
| Peñiscola FS            | 3-2       | Viña Albali Valdepeñas     |
| Ribera Navarra FS       | 2-3       | Jaén FS                    |
| Inter FS                | 0-3       | Barça                      |
| Real Betis Futsal       | 2-1       | Alzira FS                  |

## Cuartos de final
20 y 21 de febrero de 2024
| Local             | Resultado    | Visitante          |
| ----------------- | ------------ | ------------------ |
| Peñiscola FS      | 4-3          | Barça              |
| Real Betis Futsal | 3-2          | Palma Futsal       |
| Jimbee Cartagena  | 1-1 (5-4 p.) | Manzanares FS      |
| Jaen FS           | 4-3          | Osasuna Magna Xota |

## Final Four
|  | Semifinales       | Semifinales       | Semifinales      |                  |                   | Final             | Final      | Final      |  |
|  | 18 de mayo        | 18 de mayo        | 18 de mayo       |                  |                   | 19 de mayo        | 19 de mayo | 19 de mayo |  |
|  |                   |                   |                  |                  |                   |                   |            |            |  |
|  |                   |                   |                  |                  |                   |                   |            |            |  |
|  | Real Betis Futsal | Real Betis Futsal | 3                |                  |                   |                   |            |            |  |
|  | Real Betis Futsal | Real Betis Futsal | 3                |                  |                   |                   |            |            |  |
|  | Peñiscola FS      | Peñiscola FS      | 2                |                  |                   |                   |            |            |  |
|  | Peñiscola FS      | Peñiscola FS      | 2                |                  | Real Betis Futsal | Real Betis Futsal | (5) 3      |            |  |
|  |                   |                   |                  |                  | Real Betis Futsal | Real Betis Futsal | (5) 3      |            |  |
|  |                   |                   | Jimbee Cartagena | Jimbee Cartagena | (3) 3             |                   |            |            |  |
|  | Jaén FS           | Jaén FS           | Jimbee Cartagena | Jimbee Cartagena | (3) 3             | 1                 |            |            |  |
|  | Jaén FS           | Jaén FS           |                  |                  |                   | 1                 |            |            |  |
|  | Jimbee Cartagena  | Jimbee Cartagena  | 2                |                  |                   |                   |            |            |  |
|  | Jimbee Cartagena  | Jimbee Cartagena  | 2                |                  |                   |                   |            |            |  |
|  |                   |                   |                  |                  |                   |                   |            |            |  |

### Semifinales
18 de mayo de 2024
| Local             | Resultado | Visitante        |
| ----------------- | --------- | ---------------- |
| Real Betis Futsal | 3-2       | Peñiscola FS     |
| Jaén FS           | 1-2       | Jimbee Cartagena |

### Final
19 de mayo de 2024
| Local             | Resultado    | Visitante        |
| ----------------- | ------------ | ---------------- |
| Real Betis Futsal | 3-3 (5-3 p.) | Jimbee Cartagena |

| Campeón Real Betis Futsal |
| 1º título                 |